# كيفن سواريز فرنانديز
كيفن سواريز فرنانديز (بالإسبانية: Kevin Suárez Fernández)‏ هو دراج إسباني، ولد في 14 يونيو 1994 في منطقة كانتابريا في إسبانيا.

## وصلات خارجية
- كيفن سواريز فرنانديز على موقع الاتحاد الدولي للدراجات (الإنجليزية)
- كيفن سواريز فرنانديز على موقع أرشيف الدراجات (الإنجليزية)
- كيفن سواريز فرنانديز على موقع إحصائيات الدراجات الإحترافية (الإنجليزية)